# Nowy Dom Zdrojowy w Krynicy-Zdroju
Nowy Dom Zdrojowy – modernistyczne sanatorium w Krynicy-Zdroju, u podnóża Góry Parkowej. 
Budynek został wzniesiony w latach 1938-1939 według projektu Witolda Minkiewicza i oddany do użytku w lipcu 1939. Do jego budowy przystąpiono z chwilą kiedy Stary Dom Zdrojowy nie mógł pomieścić ciągle zwiększającej się w latach 30 XX wieku liczby kuracjuszy. W latach II wojny światowej służył wyłącznie niemieckim kuracjuszom, był częścią Casino-Gesellschaft.
Wcześniej na jego miejscu stał "Pensjonat Pod Czarnym Orłem", w którym znajdowała się Apteka Nitribittów "Pod Andołem" (później przeniesiona do Nowego Domu Zdrojowego). Na pierwszym i drugim piętrze znajduje się obecnie sanatorium dysponujące 230 miejscami noclegowymi. Na parterze w ciągu kolumnady znajduje się galeria handlowa mieszcząca m.in. oprócz apteki: księgarnię i cukiernię.
Od Nowego Domu Zdrojowego jest blisko do Pijalni Głównej, Muszli Koncertowej, Starego Domu Zdrojowego i Starych Łazienek Mineralnych. Jest też 800 m od niego położony Dworzec PKP i PKS.